# Гидроксид лютеция
Гидроксид лютеция — неорганическое соединение,
гидроксид лютеция с формулой Lu(OH)3,
кристаллы,
не растворяется в воде.

## Получение
- Осаждение щёлочью из водного раствора соли лютеция:

{\displaystyle {\mathsf {LuCl_{3}+3NaOH\ {\xrightarrow {}}\ Lu(OH)_{3}\downarrow +3NaCl}}}

## Физические свойства
Гидроксид лютеция образует кристаллы
кубической сингонии,
пространственная группа I m3,
параметры ячейки a = 0,82221 нм, Z = 8
.
Не растворяется в воде, р ПР = 26.